# Kleonymos (Bildhauer)
Kleomynos (altgriechisch Κλεώνυμος) war ein griechischer Bildhauer von Samos, der in der zweiten Hälfte des 3. und am Anfang des 2. Jahrhunderts v. Chr. in Lindos und Kameiros auf Rhodos tätig war.
Er ist von zwei Inschriften auf Statuenbasen bekannt. Die eine Basis wurde auf der Akropolis von Lindos gefunden, die darauf befindliche Statue wurde der Inschrift nach von Euphrantidos gestiftet, einem Priester der Stadtgöttin Athena Lindia und des Zeus Polieus. Die Basis wird auf etwa 236 v. Chr. datiert. Die andere Basis wurde in Kameiros gefunden, die Statue wurde zu Ehren eines Demiurgen von Kleinagoras, Milon, Chariades und Damanasse gestiftet. Über die Statuen selbst ist nichts bekannt.